# Palazzo Vergara
Il Palazzo Vergara (in spagnolo: Palacio Vergara) è un immobile patrimoniale ubicato all'interno del parco Quinta Vergara, nella città di Viña del Mar, regione di Valparaíso, in Cile. È stato dichiarato monumento storico tramite il Decreto Exento n.º 2479, del 31 luglio 2008.

## Storia

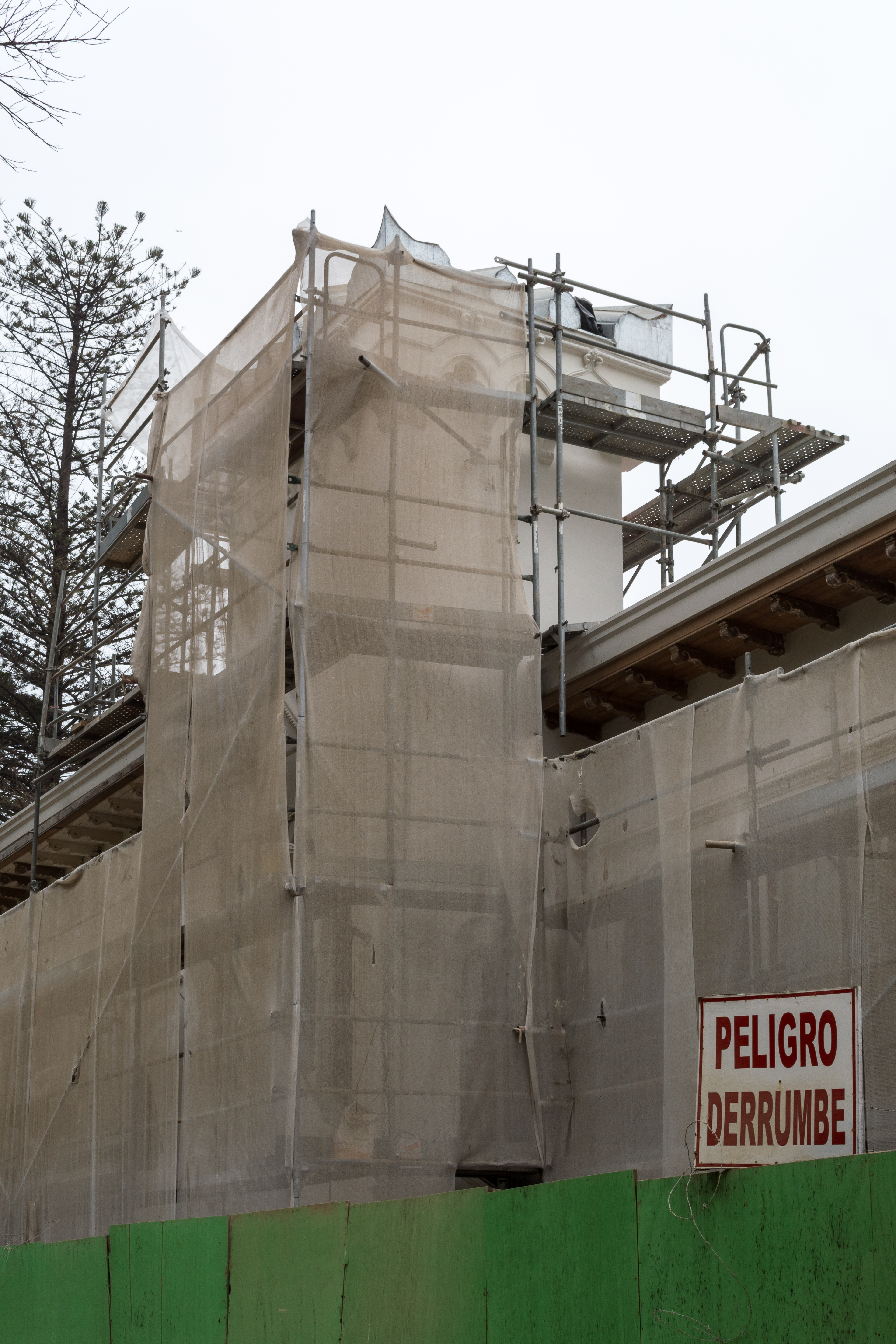
Opera di ricostruzione del palazzo

Dopo che il terremoto del 1906 distrusse la casa di famiglia, Blanca Vergara fece costruire un nuovo edificio sulle fondazioni dell'anteriore dagli architetti Ettore Petri e Alejandro Petri. L'edificio vide la luce nel 1910.
Nel 1941 la città di Viña del Mar comprò il palazzo e il parco, che passò così ad essere di uso pubblico, per poi essere destinato al Museo e Scuola di Belle Arti.
Il terremoto del 2010 ha inciso in forma considerevole sulla struttura del palazzo, perciò nel 2015 sono stato avviate le opere di riparazione. Attualmente si trova chiuso da riparazioni fino nuovo avviso.

## Descrizione
Costruito in uno stile neogotico veneziano, che si riflette negli archi a sesto acuto delle facciate, presenta saloni interni decorati da arazzi bordati d'oro e seta. 
L'arredo delle stanze presenta diversi stili: dal rococò, al Luigi XVI e Stile Impero.